# Bols d'Axtroki
Els bols d'Axtroki són un parell de recipients d'or elaborats entre el 1000 aC i el 850 aC aproximadament, en l'anomenada edat del bronze tardà.

## Troballa
Van ser trobats per Teodoro Martínez Ansorena el 17 d'agost de 1972 en una muntanya nomenada Axtroki, al barri rural de Ziortza-Bolibar, pertanyent a la localitat d'Eskoriatza, província de Guipúscoa, País Basc

## Descripció

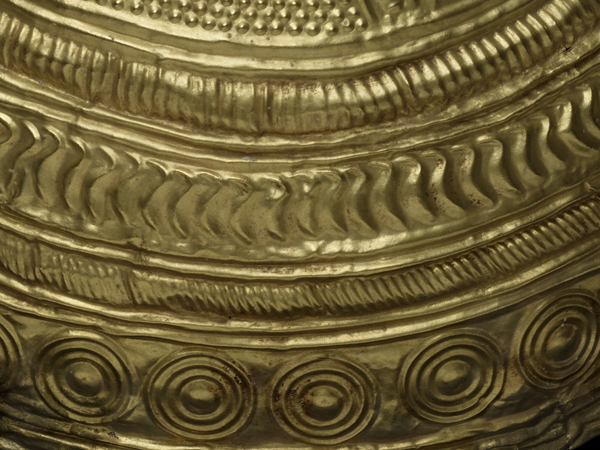
Detall de la decoració

Els dos bols són de mida similar (19,70 i 21,30 centímetres de diàmetre i un pes de 230,50 i de 244,30 gr). Estan decorats amb bandes mitjançant la tècnica del fals repussat, fet des de l'interior.
Es creu que els bols eren utilitzats en cerimònies religioses o rituals, i són d'un estil similar a altres recipients trobats a Centreeuropa i les Illes Britàniques pertanyents a l'edat del bronze.
Per la seva forma, decoració i cronologia han estat comparats amb els bols del tresor de Villena (Alt Vinalopó), i el casc de Leiro (Galícia).